# صومان (العرش)
صومان هي إحدى قرى عزلة العرش بمديرية العرش التابعة لمحافظة البيضاء، بلغ تعداد سكانها 146 نسمة حسب تعداد اليمن لعام 2004.